# Magyarléta
Magyarléta (románul Liteni, korábban Lita Ungurească, németül Ungarischlitta/Königsdorf) falu Romániában Kolozs megyében.

## Fekvése
Kolozsvártól 31 km-re délnyugatra fekszik.

## Nevének említése
1322-ben Leta néven jelentkezik a forrásokban. 1334-ben is Leta, de már 1450-ben Letha alakban használják.
1839, 1863, 1890 Magyar-Léta, Litya, 1850, 1857 Magyar Léta, 1873, Léta (Magyar-), Lita, 1920 Lita ungurească, 1930–1956 Litenii-de-Sus.

## Lakossága
1850-ben 319 fős lakosságából csupán 5 fő román. 1992-ben 522 főből 509 fő magyar származású.
1850-ben 306 fő református, 8 fő római katolikus és az 5 fős románság görögkatolikus vallású. 1992-re 459 fő református, 1 - 1 római és görögkatolikus, 10 fő ortodox, 2 fő unitárius és 49 fő egyéb vallású (például Jehova Tanúja).

## Története
1334-ben plébániatemploma van, ebben az évben papja, Demeter a pápai tizedjegyzék szerint 30 dénárt fizet. Egy 1450. évi oklevél szerint a templomot szent kereszt tiszteletére szentelték (ecclesia Sancte Crucis de Letha). Szécsi András püspök szerint 14. századi Szűz Mária-klastrom is volt a faluban. Középkori katolikus lakossága a reformáció idején, a 18. században református lesz a templommal együtt.
Határában állnak a kalotaszegi várak egyikének, a Léta várának, Erdély egyik legfestőibb várának romjai. A várat 1324-ben említik először. 1562-ben János Zsigmond hadai ostromolták meg, melynek során a puskapor felrobbant, de rövidesen újjáépült. Később ezt is elhagyták, azóta pusztul. A falut 1650-ben említik. 1910-ben 493, túlnyomórészt magyar lakosa volt. Előbb Torda vármegye alsó járásához, majd 1876-tól a trianoni békeszerződésig Torda-Aranyos vármegye Alsójárai járásához tartozott.
Az 1980-as években Palkó Attila történelemtanár és Gyulai Pál muzeológus vezetésével a Báthory István Elméleti Líceum diákjai ásatásokat folytattak a létai várnál.